# Boo! A Madea Halloween
Boo! A Madea Halloween è un film del 2016 diretto da Tyler Perry.

## Trama
Madea finisce nel caos, quando trascorse la notte di Halloween dovette difendersi da streghe, assassini e fantasmi.

## Distribuzione
Il film è stato trasmesso nelle sale cinematografiche il 16 ottobre 2016.